# استنت کرونری
استنت کرونر یک دستگاه لوله‌ای شکل (استنت) است که در شریان‌های کرونر قرار می‌گیرد و خون را به قلب می‌رساند تا رگ‌ها را در بیماران مبتلا به بیماری عروق کرونر قلب باز نگه دارد. اکثریت قریب به اتفاق استنت‌های مورد استفاده در کاردیولوژی مداخله‌ای مدرن، استنت‌های دارویی (DES) هستند. آنها در یک روش پزشکی به نام مداخله عروق کرونر از راه پوست (PCI) استفاده می‌شوند. استنت‌های کرونر به دو نوع کلی: استنت‌های دارویی و فلزی لخت تقسیم می‌شوند. از سال ۲۰۲۳، استنت‌های دارویی در بیش از ۹۰ درصد از تمام روش‌های PCI استفاده شده است. استنت‌ها آنژین صدری (درد قفسه سینه) را کاهش می‌دهند و نشان داده شده است که بقای بیمار را بهبود می‌بخشد و عوارض جانبی پس از حمله قلبی را که از نظر پزشکی به آن انفارکتوس حاد میوکارد گفته می‌شود، کاهش می‌دهد.
استنت‌ها و روش‌های استنت‌گذاری مشابه، در آترواسکلروز عروق شریانی اندام‌ها - به‌ویژه در پاها، مانند بیماری شریان‌های محیطی استفاده می‌شود.

## مصارف پزشکی

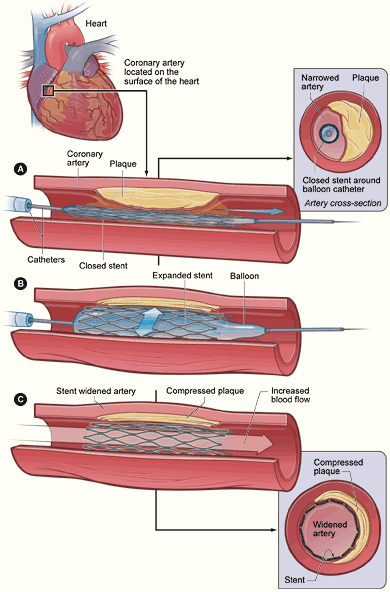
توضیح تصویری قرار دادن استنت در A، کاتتر در سراسر ضایعه وارد می‌شود. در B، بالون باد می‌شود، استنت را باز و منبسط می‌کند و پلاک را فشرده می‌نماید. در C، کاتتر و بالون تخلیه شده است. مقاطع عرضی شریان قبل و بعد از قرار دادن استنت را نشان می‌دهد.

استنت گذاری قلبی با روش‌های PCI در دو موقعیت‌های پزشکی متمایز انجام می‌شود، زمانی که یک بیمار به وضوح دچار حمله قلبی شده است و بنابراین PCI/استنت گذاری در شرایط اضطراری که «PCI اولیه» نامیده می‌شود، استفاده می‌گردد. همچنین روشی که در بیماران با علائم بالینی طولانی مدت تنگی عروق کرونر (آنژین صدری، شواهدی از داده‌های تست استرس، تکنیک‌های مختلف تصویربرداری و غیره) را نشان می‌دهند، استفاده می‌شود.
بیمارانی که تحت PCI اولیه قرار نمی‌گیرند، معمولاً در حین قرار دادن استنت کرونر به‌هوش هستند، اگرچه برای اطمینان از عدم وجود درد، از بی‌حس کننده‌های موضعی در محل ورود کاتتر استفاده می‌شود. در واقعیت، شیوه‌ها متفاوت است، اگرچه راحتی بیمار در اولویت قرار دارد. تکنیک‌های مختلف مدیریت درد و بیهوشی در طول روش‌های فعلی استنت گذاری PCI انجام می‌شود.
سیستم کاتتر/استنت با نفوذ به یک شریان محیطی (یک سرخرگ واقع در بازو یا پا) به بدن وارد می‌شود و از سیستم شریانی عبور می‌کند تا استنت دارویی را به شریان کرونری مسدود شده برساند. سپس استنت منبسط می‌شود تا شریان‌های کرونری مسدود یا تنگ شده (که در اثر تجمع پلاک باریک می‌شوند) را گشاد (باز) کند، که در اثر شرایطی به نام آترواسکلروز ایجاد می‌شود. دسترسی شریانی محیطی معمولاً از طریق شریان فمورال (بالای ساق) یا شریان رادیال (بازو/مچ) و به میزان کمتر از طریق شریان بازویی یا اولنار (مچ/بازو) انجام می‌شود. از لحاظ تاریخی، کنترل خونریزی در نقطه دسترسی شریانی پس از عمل یک مسئله بود، باندهای فشار شریانی مدرن و سیستم بسته شدن شریانی که در حال حاضر وجود دارند به کنترل خونریزی پس از عمل کمک کرده است، اما خونریزی پس از عمل هنوز هم مسئله‌ای نگران کننده است.
«مش لوله استنت» در ابتدا روی کاتتر «جمع می‌شود»، این کاتتر حاوی یک جزء بادکنکی است. در این حالت جمع‌شده، آنقدر کوچک است که بتواند از شریان‌های «نسبتاً باریک» عبور کند و سپس با فشار هوا وارد شده از طریق کاتتر که هنوز به آن متصل است، باد کرده و محکم به دیواره شریان بیمار فشرده می‌شود، زمان بادکردگی (تورم) و فشار در طول این روش قرار دادن، ثبت می‌شود. به مانند چتری را در نظر بگیرید که ابتدا باز نشده و سپس باز می‌شود.
بسیاری از تصمیمات مهم درمانی در زمان واقعی قرار دادن استنت  گرفته می‌شوند، متخصص قلب مداخله‌ای از سونوگرافی داخل عروقی (IVUS) و داده‌های تصویربرداری فلوئوروسکوپی برای ارزیابی محل دقیق، وضعیت انسداد واقعی استفاده می‌کند. یک رنگ کنتراست پرتوچگال از طریق کاتتر عبور داده می‌شود و برای تجسم شریان‌ها و ارزیابی محل رگ تنگ شده استفاده می‌گردد. این اطلاعات در زمان واقعی برای تصمیم‌گیری برای بهترین درمان انسداد(ها) استفاده می‌شود. اطلاعات مربوط به سلامت و آناتومی جریان خون کرونر جامع تر نیز می‌تواند ارزیابی شود؛ زیرا عروق کرونر از فردی به فرد دیگر متفاوت است. این داده‌ها بر روی ویدیو ضبط می‌شود و در صورت نیاز به درمان‌های بیشتر، برای بیمار لازم است.

## ریکاوری و توانبخشی
برای بسیاری از بیماران، استنت گذاری نیازی به بستری شدن در بیمارستان ندارد. بیشتر زمان صرف شده برای بهبودی فوری پس از استنت گذاری برای اطمینان از عدم خونریزی در محل دسترسی است. بیمار به‌طور کلی با استفاده از نوار قلب و غیره تحت نظر قرار می‌گیرد. داروهایی برای جلوگیری از تشکیل لخته خون در استنت مستقیماً پس از استنت گذاری به بیمار داده می‌شود، معمولاً برای دوز بارگیری فوری پلاویکس قوی ضد انعقاد (رقیق کننده خون) به صورت قرص تجویز می‌شود. سایر داروهای ضد انعقاد نیز استفاده می‌شود و ترکیب طولانی مدت آسپرین و پلاویکس یک استراتژی معمول پس از استنت گذاری است. برای بیمارانی که پس از حمله قلبی تحت PCI قرار می‌گیرند، بستری طولانی مدت در آنها بسیار به میزان آسیب ناشی از این پیامد بستگی دارد.
از آنجایی که استنت/DES یک وسیله پزشکی است، به بیماران یک «کارت دستگاه پزشکی» با اطلاعات مربوط به DES کاشته شده و شماره سریال دستگاه پزشکی داده می‌شود. این اقدامی مهم است که در روش‌های پزشکی بالقوه آینده مفید است. این نیز در مورد چندین سیستم بسته شدن شریانی است که آنها نیز تجهیزات پزشکی هستند. معمولاً درد در نقطه ورود به سیستم شریانی وجود دارد و هماتوم‌های نسبتاً بزرگ (کبودی قابل توجه) در آن محل بسیار شایع هستند. این درد معمولاً پس از یک هفته یا بیشتر بهبود می‌یابد. معمولاً به بیماران توصیه می‌شود برای یک یا دو هفته «استراحت کنند» و مراقب باشند تا وزنه‌های سنگینی را بلند نکنند. این در درجه اول برای اطمینان از بهبود محل دسترسی است. پیگیری معاینه ظرف یک یا دو هفته پس از عمل با متخصص قلب یا ارائه دهنده مراقبت‌های اولیه/GP یک روش استاندارد است.
انجام معاینات بعدی هر سه تا شش ماه در سال اول یک رویه استاندارد است، اگرچه این روش‌ها متفاوت هستند. آنژیوگرافی تشخیصی بیشتر بعد از کاشت استنت کرونر به‌طور معمول اندیکاسیون ندارد. اگر بیمار مشکوک به پیشرفت بیماری قلبی باشد، می‌توان تست استرس انجام داد. بیمارانی که علائم داشته یا در تست استرس شواهدی از ایسکمی نشان می‌دهند، ممکن است تحت کاتتریزاسیون مجدد قلبی تشخیصی قرار گیرند.
معاینه فیزیکی پس از استنت گذاری PCI نقش مهمی ایفا می‌کند. آنژیوگرافی در بیمارانی که در معرض خطر بالای عوارض هستند و بیمارانی که مشکلات عروق کرونر پیچیده‌تری دارند، ممکن است بدون توجه به یافته‌های تست‌های استرس غیرتهاجمی تجویز شود.
فعالیت‌های توانبخشی قلبی به عوامل بسیاری بستگی دارد، اما تا حد زیادی به میزان آسیب عضله قلب قبل از عمل استنت گذاری مرتبط است. بسیاری از بیمارانی که تحت این روش درمانی قرار می‌گیرند، حمله قلبی نداشته‌اند و ممکن است آسیب قابل توجهی به قلب وارد نشده باشد. برخی دیگر ممکن است دچار حمله قلبی شده و میزان آسیب به توانایی قلب آنها برای تأمین خون اکسیژن دار بدن به شدت مختل شده باشد. فعالیت‌های توانبخشی متناسب با نیازهای هر فرد تجویز می‌شود.

## خطرات
اگرچه احتمال بروز عوارض ناشی از PCI اندک است، برخی از عوارض جدی شامل ایجاد آریتمی، واکنش‌های نامطلوب / اثرات رنگ مورد استفاده در این روش، عفونت، تنگی مجدد، لخته شدن، آسیب عروق خونی و خونریزی در محل قرار دادن کاتتر است.

### انسداد مجدد
استنت‌های عروق کرونر، معمولاً یک ساختار فلزی، می‌توانند در داخل شریان قرار داده شوند تا به باز نگه داشتن آن کمک کنند. با این حال، از آنجایی که استنت یک جسم خارجی است (بومی بدن نیست)، پاسخ‌دهی سیستم ایمنی را تحریک می‌کند. این پاسخ ممکن است باعث شود بافت اسکار (تکثیر سلولی) به سرعت روی استنت رشد کند و باعث هیپرپلازی نئواینتیمال شود. علاوه بر این، اگر استنت به دیواره شریان آسیب برساند، تمایل زیادی برای تشکیل لخته در محل وجود دارد. از آنجایی که پلاکت‌ها در فرایند لخته شدن نقش دارند، بیماران باید درمان ضد پلاکتی دوگانه را بلافاصله قبل یا بعد از استنت گذاری شروع کنند: معمولاً یک آنتاگونیست گیرنده ADP (مانند کلوپیدوگرل یا تیکاگرلور) تا یک سال و آسپرین به صورت نامحدود تجویز می‌شود.
با این حال، در برخی موارد، درمان ضد پلاکتی دوگانه ممکن است برای جلوگیری کامل از لخته شدن که شاید منجر به ترومبوز استنت شود، کافی نباشد. این لخته‌ها و تکثیر سلولی ممکن است گاهی باعث مسدود شدن استنت‌های استاندارد («فلزی لخت») شوند (تنگی مجدد). استنت‌های دارویی با هدف مقابله با این مشکل ساخته شدند: که با انتشار یک داروی ضد تکثیر (داروهایی که معمولاً علیه سرطان یا به عنوان سرکوب‌کننده‌های ایمنی استفاده می‌شوند)، می‌توانند به کاهش بروز «تنگی مجدد در استنت» کمک کنند. یک بررسی کاکرین در سال ۲۰۱۷ با مقایسه استنت‌های فلزی لخت و استنت‌های دارویی نشان داد که استفاده از استنت‌های دوم ممکن است منجر به کاهش بروز عوارض جانبی جدی شود. با این حال، در حداکثر پیگیری، هیچ تفاوتی بین این دو در مورد مرگ و میر قلبی عروقی و انفارکتوس میوکارد مشاهده نشد.

### تنگی مجدد
یکی از معایب استنت‌های عروقی، پتانسیل ایجاد تنگی مجدد از طریق ایجاد یک بافت عضلانی صاف ضخیم در داخل مجرا (لومن) است که به آن نئواینتیما می‌گویند. ایجاد نئواینتیما متغیر است، اما گاهی می‌تواند آنقدر شدید باشد که مجرای عروق را مجدداً مسدود نماید (تنگی مجدد)، به خصوص در مورد عروق با قطر کوچکتر، که اغلب منجر به مداخله مجدد در آن‌ها می‌شود. در نتیجه، تحقیقات فعلی بر کاهش نئواینتیما پس از قرار دادن استنت متمرکز است. بهبودهای قابل توجهی انجام شده که از جمله آن‌ها می‌توان به استفاده از مواد زیست سازگار بیشتر، استنت‌های ضدالتهابی، استنت‌های قابل جذب و غیره اشاره کرد. تنگی مجدد را می‌توان با مداخله مجدد با استفاده از همان روش قبلی، درمان کرد.

## ملاحظات استفاده
ارزش استنت گذاری در افرادی که تحت حمله قلبی قرار می‌گیرند (با کاهش فوری انسداد) به وضوح در مطالعات متعدد مشخص شده است، اما مطالعات نتوانسته‌اند نتایج پایانی قاطعی در مقایسه استنت‌ها در مقابل درمان دارویی، برای بیماران آنژینی پایدار پیدا کنند (به بحث در مداخله عروق کرونر از راه پوست مراجعه کنید). استنت بازکننده رگ می‌تواند به‌طور موقت درد قفسه سینه را کاهش دهد، اما به طول عمر کمک نمی‌کند.
«اکثریت قریب به اتفاق حملات قلبی از انسدادهایی که شریان‌ها را تنگ می‌کنند، نشات نمی‌گیرند.» علاوه بر این، «محققان می‌گویند، بیشتر حملات قلبی به این دلیل که یک شریان توسط پلاک تنگ شده، اتفاق نمی‌افتد. در عوض، آنها می‌گویند، حملات قلبی زمانی رخ می‌دهد که ناحیه‌ای از پلاک می‌ترکد و لخته‌ای روی آن ناحیه تشکیل می‌شود که جریان خون را به‌طور ناگهانی مسدود می‌کند. در ۷۵ تا ۸۰ درصد موارد، فوران پلاک سبب انسداد شریان نشده و استنت گذاری یا بای پس نمی‌شود. پلاک خطرناک، نرم و شکننده است، هیچ علامتی ایجاد نمی‌کند و به عنوان مانعی برای جریان خون دیده نمی‌شود. مطالعات خوبی در مورد استفاده از استاتین‌ها برای ایجاد پلاک‌های پایدارتر صورت گرفته است و استفاده از آن‌ها همراه با استنت گذاری و درمان‌های ضد انعقاد به عنوان یک استراتژی درمانی جامع‌تر در نظر گرفته می‌شود.
برخی از متخصصان قلب معتقدند که از استنت‌ها بیش از حد استفاده می‌شود. با این حال، در برخی از گروه‌های بیمار، مانند افراد مسن، مطالعات شواهدی مبنی بر استفاده ناکافی از استنت‌ها را مشخص کرده‌اند.

## تحقیقات
در حالی که ریواسکولاریزیشن (با استنت گذاری یا جراحی بای پس) در کاهش مرگ و میر و عوارض در بیماران مبتلا به علائم حاد (سندرم‌های حاد کرونری) از جمله انفارکتوس میوکارد مزیت آشکاری دارد، اما مزیت آنها در بیماران پایدار کمتر مشخص است. کارآزمایی‌های بالینی نتوانسته‌اند نشان دهند که استنت‌های کرونری بقا را نسبت به بهترین درمان پزشکی بهبود می‌بخشند.
- کارآزمایی کوراژ (COURAGE) روش مداخله PCI را با درمان پزشکی بهینه مقایسه کرد. شایان ذکر است، کارآزمایی تعداد زیادی از بیماران را در ابتدا حذف کرد و در ابتدا آنژیوگرافی را در همه بیماران انجام داد، بنابراین نتایج فقط برای زیر مجموعه‌ای از بیماران اعمال می‌شود و نباید بیش از حد تعمیم داده شوند. کوراژ به این نتیجه رسید که در بیماران مبتلا به بیماری عروق کرونر پایدار، اگر مداخله PCI به درمان دارویی بهینه بیماران اضافه شود، مرگ، انفارکتوس میوکارد یا سایر عارضه‌های اصلی قلبی را کاهش نمی‌دهد.[۲۷]
- کارآزمایی MASS-II، مداخله PCI، جراحی بای‌پس (CABG) و درمان پزشکی بهینه (MT) را برای درمان بیماری عروق کرونر در چند رگ را مقایسه کرد. کارآزمایی MASS-II هیچ تفاوتی را در مرگ قلبی یا MI حاد در بین بیماران در گروه‌های CABG , PCI یا MT نشان نداد. با این حال، نشان داد در بیمارانی که تحت PCI قرار گرفتند، نیاز به روش‌های ریواسکولاریزیشن اضافی به‌طور قابل‌توجهی بیشتر است.[۲۸][۲۹]
- کارآزمایی سینتکس (SYNTAX)[۳۰] یک کارآزمایی با بودجه تولیدکننده است به همراه نتیجه اولیه مرگ، عارضه قلبی عروقی و انفارکتوس میوکارد و همچنین نیاز به رگ‌سازی مجدد در بیماران مبتلا به شریان‌های مسدود یا تنگ است. بیماران به‌طور تصادفی به دو عمل جراحی CABG یا استنت دارویی (استنت دارویی پاکلی تاکسل TAXUS علمی بوستون) تقسیم شدند. سینتکس دریافت که این دو استراتژی دارای نتایج پایانی سخت (مرگ و MI) مشابه هستند. کسانی که PCI دریافت می‌کردند نیاز به رگ‌سازی مجدد بیشتری داشتند (بنابراین تجزیه و تحلیل نتیجه پایانی اولیه نشان داد که PCI روش درمانی بدتری نیست)، اما بیمارانی که تحت CABG قرار گرفتند، سکته‌های مغزی بیشتری قبل یا بعد از عمل داشتند. استفاده از امتیاز خطر سینتکس به عنوان روشی، برای شناسایی آن دسته از بیماران مبتلا به عارضه گرفتگی چندرگی است که در آنها PCI یک گزینه معقول در مقابل بیمارانی است که هنوز مداخله CABG در آنها استراتژی ترجیحی باقی می‌ماند، بررسی می‌شود.
- ایسکمی، یک کارآزمایی بزرگ با ۵۱۷۹ شرکت‌کننده بود که به‌مدت سه و نیم سال انجام شد و توسط دولت فدرال ایالات متحده تأمین مالی گردید که در آن نسبت به مزایای استنت‌های عروق کرونر شک وجود داشت.[۳۱] این شرکت‌کنندگان را به گروه‌هایی تقسیم می‌کرد که به تنهایی درمان دارویی دریافت می‌کردند و آنهایی که جراحی بای پس یا استنت دریافت می‌کردند. گروه درمان دارویی به تنهایی تفاوتی با گروهی که استنت گذاری و همچنین درمان دارویی را دریافت کرده بودند، نداشت. ایسکمی متوجه شد که به نظر می‌رسد استنت به برخی از بیماران مبتلا به آنژین کمک می‌کند.[۳۲]

چندین کارآزمایی بالینی دیگر برای بررسی اثر استنت گذاری عروق کرونر و مقایسه با سایر گزینه‌های درمانی انجام شده است. اجماع جامعه پزشکی در این موارد وجود ندارد.

## تاریخچه
اولین استنت در سال ۱۹۷۲ به نام Robert A. Ersek، بر اساس آزمایش‌هایی که او بر روی حیوانات در سال ۱۹۶۹ در دانشگاه مینه سوتا انجام داده بود، ثبت شد. او علاوه بر استنت‌های بین عروقی، اولین دریچه خوکی تثبت شده با استنت را نیز ابداع کرد که می‌توان آن را از طریق پوست و در ۷ دقیقه کاشت و عمل جراحی قلب باز آن را حذف کرد.
استنت‌هایی با پوشش‌های سطحی زیست سازگار که داروها را دفع نمی‌کنند و همچنین استنت‌های قابل جذب (فلزی یا پلیمری) در حال توسعه هستند.